# Antonino Sutera
Antonino Sutera (24 ottobre 1981) è un danzatore italiano, primo ballerino del Corpo di Ballo del Teatro alla Scala dal 2010.

## Biografia
Cresciuto a Cerami, si trasferisce a Milano a dieci anni per studiare alla Scuola di Ballo del Teatro alla Scala. Immediatamente dopo il diploma, conseguito nel 1999, viene scritturato dal Corpo di Ballo del Teatro alla Scala e due anni più tardi fa il suo debutto al Covent Garden e al Lincoln Center come solista del pas de deux contadino nella tournée scaligera di Giselle con Sylvie Guillem. Nel 2003 riceve il premio Danza&Danza, mentre nel 2004 vince il Premio Positano Léonide Massine e viene promosso al rango di solista.
In qualità di solista amplia il proprio repertorio con ruoli quali Lenski in Onegin (Cranko), Oberon in Sogno di una notte di mezza estate (Balanchine), James ne La Sylphide (Lacotte), l'Idolo d'oro ne La Bayadère (Makarova), Basilio nel Don Chisciotte (Nureev), Mercuzio in Romeo e Giulietta (MacMillan), Franz in Coppélia (Deane) e Albrecht in Giselle (Chauviré/Perrot/Coralli).
Nel 2010 vince il Premio Euno e, durante l'estate, danza come Romeo accanto alla Giulietta di Alina Cojocaru nel Romeo e Giulietta di MacMillan e viene proclamato primo ballerino della compagnia. In questa nuova veste amplia ulteriormente il suo repertorio danzando come Siegfried ne Il lago dei cigni (Nureev), Lescaut in Manon (MacMillan), Jean in Rajmonda (Petipa), Frollo in Notre-Dame de Paris (Petit), Smeraldi e Rubini in Jewels (Balanchine), il Principe ne Lo schiaccianoci (Duato), Birbanto ne Le Corsaire (Holmes), Peter in Woolf Works (McGregor) e il giovane ne Le jeune homme et la mort (Petit). 
Dopo un infortunio nel 2018 ha abbandonato l'attività sulle scena per dedicarsi all'attività di maître della compagnia.